# Parawixia tredecimnotata
Parawixia tredecimnotata är en spindelart som beskrevs av F. O. Pickard-Cambridge 1904. Parawixia tredecimnotata ingår i släktet Parawixia och familjen hjulspindlar. Inga underarter finns listade i Catalogue of Life.